# Дні пам'яті та примирення

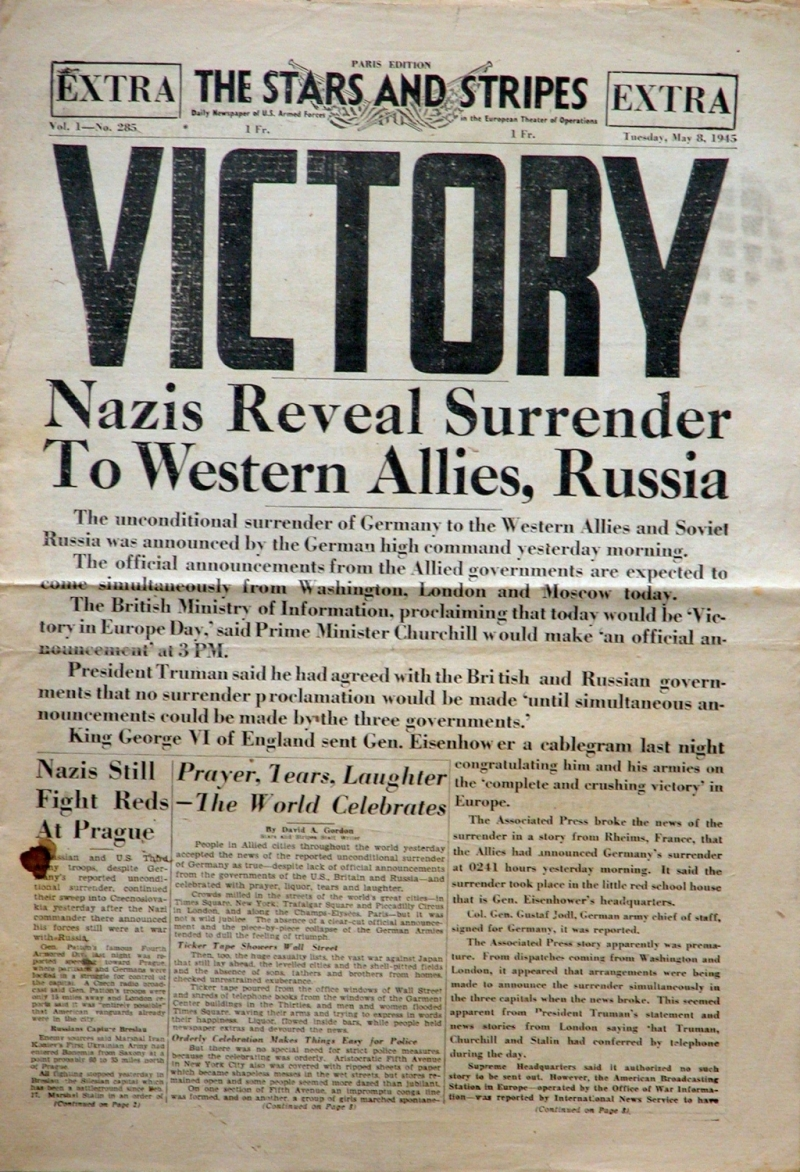
8 травня 1945

Дні пам'яті та примирення (англ. Time of Remembrance and Reconciliation, фр. Journées du souvenir et de la réconciliation) — 8 травня і 9 травня, присвячені пам'яті жертв Другої світової війни.
Їх відзначають щороку, починаючи з 2005-го.
Проголошені Генеральною Асамблеєю ООН в резолюції, приуроченій до 60-ї річниці закінчення Другої світової війни в Європі (Резолюція №A/RES/59/26 від 22 листопада 2004 року).
Резолюція пропонує державам-членам ООН, неурядовим організаціям, приватним особам, крім святкування своїх Днів Перемоги чи Визволення, щороку відзначати один або два дні (8 і 9 травня) як данину пам'яті всіх жертв Другої світової війни.